# Iver Markengbakken
Iver Makengbakken, né le (25 mars 1982 à Gjøvik), est un spécialiste norvégien du combiné nordique.

## Carrière
Après avoir démarré dans la Coupe du monde B en 2001, il débute en Coupe du monde de combiné nordique en décembre 2004 à Oberhof et obtient son seul podium en janvier 2007 lorsqu'il termine troisième de l'épreuve par équipes de Lago di Tesero. Il remporte ensuite son unique titre national en individuel, en gagnant le sprint. Il n'a pas participé à d'événements majeurs comme les Championnats du monde ou les Jeux olympiques. Il se retire du sport de haut niveau en 2009.

## Palmarès

### Coupe du monde
- Meilleur classement général final : 29e en 2007.
- Ses classements annuels sont 38e en 2006, 29e en 2007, 42e en 2008 et 55e en 2009.
- Meilleur résultat individuel : 9e à Holmenkollen en mars 2007.
- 1 podium en épreuve collective : 1 troisième place.

### Championnats de Norvège
- Champion de Norvège du sprint en 2007